# آتش در آمازون
آتش در آمازون (به انگلیسی: Fire on the Amazon) یک فیلم ماجراجویی و درام آمریکایی محصول سال ۱۹۹۳ به کارگردانی لوئیس یوسا با بازی کریگ شفر، ساندرا بولاکو جودیت چپمن است.

## داستان
جنگل‌زدایی آمازون، سرخپوستان بومی را مجبور به ترک آنجا کرده است، بنابراین تعداد کمی از مردان می‌توانند سود ببرند. مخالفان کشته می‌شوند یک عکاس خبری آمریکایی سعی در تحقیق دارد و ... 